# Ґудрун Зайлер (журналістка)
Ґудрун Зайлер (нар. 3 вересня 1970, Санкт-Пельтен, Нижня Австрія) — австрійська ватиканська журналістка, письменниця та телеведуча.

## Життя
З 1988 року Ґудрун Зайлер вивчала компаративістику, іспанську та французьку мови та філософію у Відні, Інсбруці, Клагенфурті та Севільї. Вона отримала ступінь магістра у березні 1995 року у Віденському університеті, захистивши дисертацію про Фрідріха Ніцше, Андре Жіда та Піо Бароху.
Ґудрун Зайлер пройшла дворічну журналістську підготовку в Австрійському прес-агентстві у Відні. Після переходу на радіо вона послідовно працювала на Австрії 1 у Відні, на Life Radio у Лінці головним редактором, керівником відділу культури тодішнього берлінського інформаційного мовника Hundert,6 та на Deutschlandfunk.